# South China Athletic Association
Maillots
Le South China Athletic Association (en chinois : 南華體育會), plus couramment abrégé en South China AA, est un club hongkongais de football fondé en 1904 et basé dans le quartier de Causeway Bay à Hong Kong.

## Histoire

### Historique des noms du club
- 1904 : fondation du club sous le nom de The Chinese Football Team
- 1908 : le club est renommé South China FC
- 1916 : le club est renommé South China Recreation Club
- 1920 : le club est renommé South China Athletic Association

### Histoire du club
La Chinese Football Team est créée en 1904 par un groupe d'étudiants chinois de Hong Kong, dont Mok Hing et Tong Fuk Cheung, le capitaine de l'équipe de Chine de football dans les années 1910
En 1910, le club est rebaptisé South China Football Club,,.

## Bilan sportif

### Palmarès du club
| Compétitions nationales | Compétitions internationales                                    |                                                                                   |
| --- | --------------------------------------------------------------- | --------------------------------------------------------------------------------- |
| \| - Championnat de Hong Kong (41) : - Champion : 1923-24, 1930-31, 1932-33, 1934-35, 1935-36, 1937-38, 1938-39, 1939-40, 1940-40-41, 1948-49, 1950-51, 1951-52, 1952-53, 1954-55, 1956-57, 1957-58, 1958-59, 1959-60, 1960-61, 1961-62, 1965-66, 1967-68, 1968-69, 1971-72, 1973-74, 1975-76, 1976-77, 1977-78, 1985-86, 1986-87, 1987-88, 1989-90, 1990-91, 1991-92, 1996-97, 1999-00, 2006-07, 2007-08, 2008-09, 2009-10 et 2012-13. - Vice-champion : 1928-29, 1946-47, 1953-54, 1955-56, 1964-65, 1966-67, 1972-73, 1980-81, 1984-85, 1988-89, 1992-93, 1994-95, 1995-96, 1997-98, 1998-99, 2010-11 et 2011-12. - Coupe de Hong Kong (10) : - Vainqueur : 1984-85, 1986-87, 1987-88, 1989-90, 1990-91, 1995-96, 1998-99, 2001-02, 2006-07 et 2010-11. - Finaliste : 1975-76, 1985-86, 1997-98, 2000-01 et 2016-17. \| \| - Coupe de la Ligue hongkongaise (3) : - Vainqueur : 2001-02, 2007-08 et 2010-11. \| | - Coupe d'Asie des vainqueurs de coupe : - Finaliste : 1993-94. |                                                                                   |
| - Championnat de Hong Kong (41) : - Champion : 1923-24, 1930-31, 1932-33, 1934-35, 1935-36, 1937-38, 1938-39, 1939-40, 1940-40-41, 1948-49, 1950-51, 1951-52, 1952-53, 1954-55, 1956-57, 1957-58, 1958-59, 1959-60, 1960-61, 1961-62, 1965-66, 1967-68, 1968-69, 1971-72, 1973-74, 1975-76, 1976-77, 1977-78, 1985-86, 1986-87, 1987-88, 1989-90, 1990-91, 1991-92, 1996-97, 1999-00, 2006-07, 2007-08, 2008-09, 2009-10 et 2012-13. - Vice-champion : 1928-29, 1946-47, 1953-54, 1955-56, 1964-65, 1966-67, 1972-73, 1980-81, 1984-85, 1988-89, 1992-93, 1994-95, 1995-96, 1997-98, 1998-99, 2010-11 et 2011-12. - Coupe de Hong Kong (10) : - Vainqueur : 1984-85, 1986-87, 1987-88, 1989-90, 1990-91, 1995-96, 1998-99, 2001-02, 2006-07 et 2010-11. - Finaliste : 1975-76, 1985-86, 1997-98, 2000-01 et 2016-17.                                                                                               |                                                                 | - Coupe de la Ligue hongkongaise (3) : - Vainqueur : 2001-02, 2007-08 et 2010-11. |

## Personnalités du club

### Présidents du club
- / Steven Lo

### Entraîneurs du club
- Chu Kwok Lun (1954 - 1970)
- Kwok Shek (1970 - 1977)
- Ng Wai Man (1977 - 1981)
- Kwok Kam Hung (1982 - 1982)
- Peter Wong (1982 - 1983)
- Alex Miller (1983 - 1983)
- Ng Wai Man (1983 - 1984)
- Casemiro Mior (1998 - 2002)
- Wong Man Wai /  Chan Kwok Hung /  Ku Kam Fai (2002 - 2006)
- Jorge Amaral (2006)
- Ku Kam Fai /  Chan Kwok Hung (2006)
- Casemiro Mior (2006 - 2007)
- José Luís (2007 - 2008)
- Tsang Wai Chung (2008)
- Liu Chun Fai (2008)
- Kim Pan-Gon (2008 - 2010)
- Chan Ho Yin(2010 - )

### Anciens joueurs du club
- Klaus-Dieter Jank
- Willie Johnston
- Mark Viduka
- Nicky Butt
- Mateja Kežman
- Lee Wai Tong

## Galerie

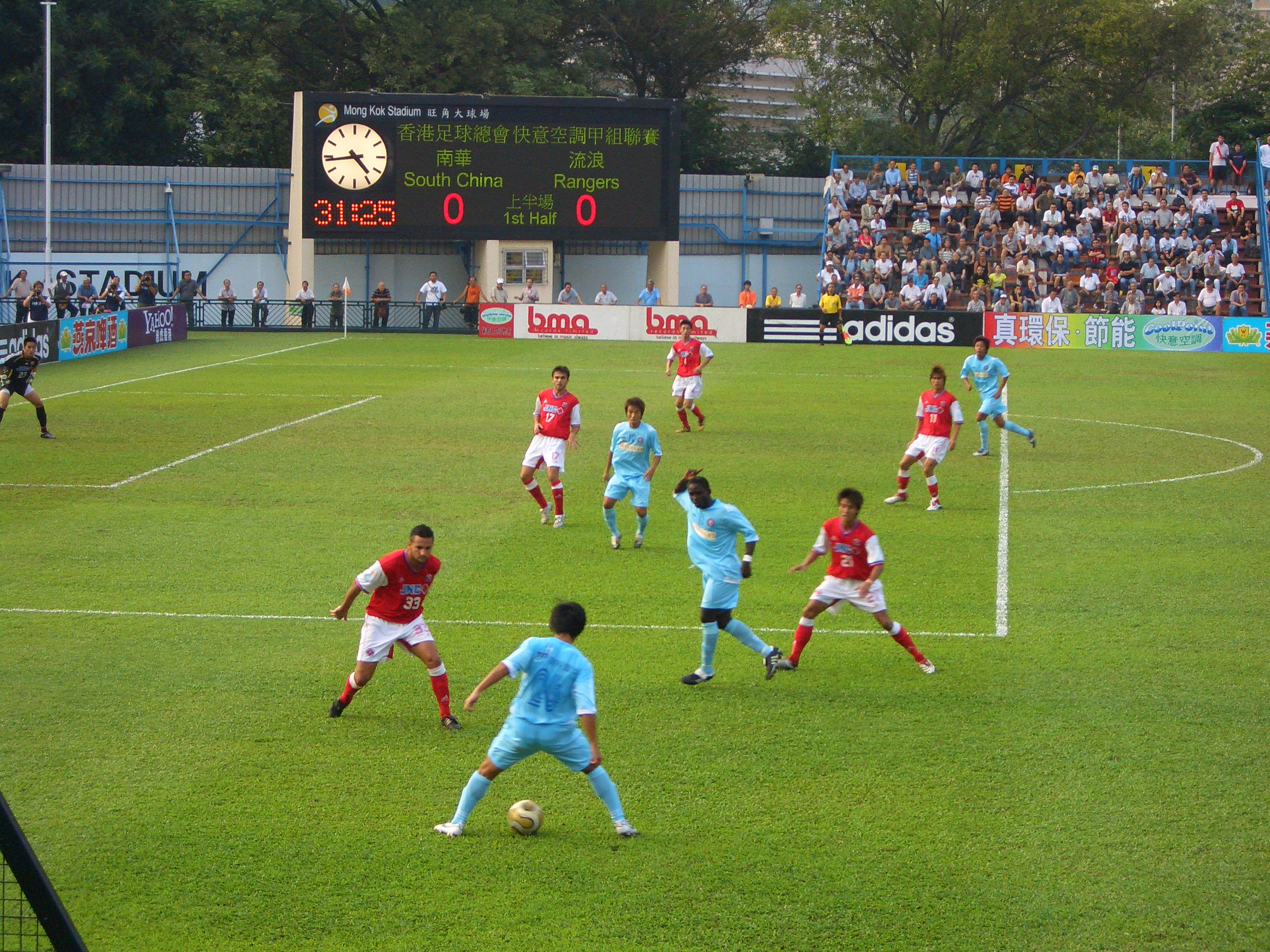
Match des Rangers contre South China
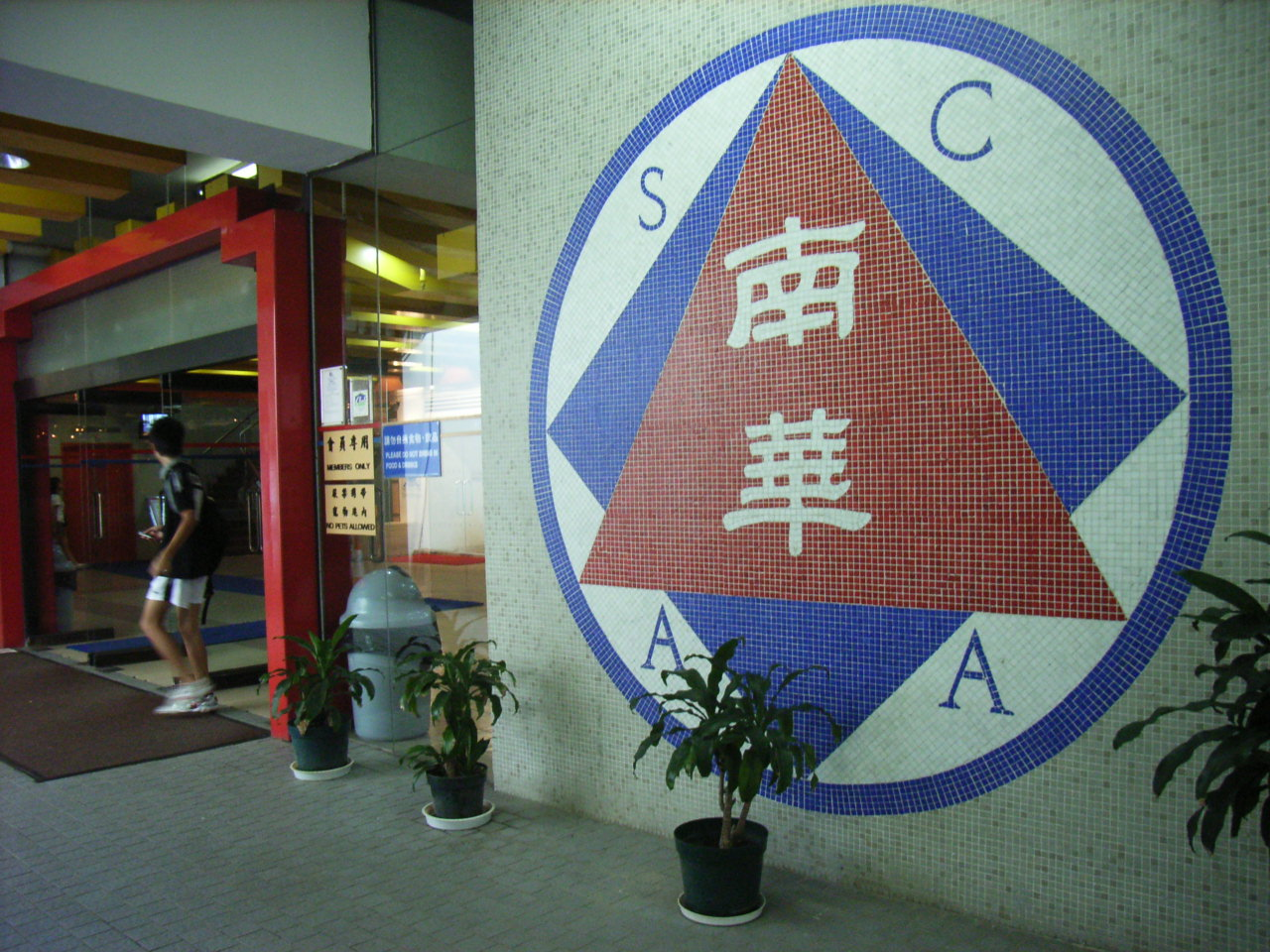
Blason du club